# Valérie Claisse
Valérie Claisse (Saint-Nazaire, 15 maggio 1972) è una modella francese, vincitrice del titolo di Miss Francia 1994.

## Biografia
È stata eletta quarantasettesima Miss Francia all'età di ventidue anni, dopo essere stata incoronata Miss Loira 1993. In seguito ha rappresentato la Francia a Miss Universo 1994
Dopo l'elezione ha intrapreso la carriera di modella, per poi passare nel corso degli anni a diventare modella per taglie forti.